# Ian Gouveia
Pour les articles homonymes, voir Gouveia.
Ian Gouveia est un surfeur professionnel brésilien né le 27 octobre 1992 à Recife, dans l'État de Pernambouc, au Brésil. Il participe pour la première fois au circuit d'élite de la World Surf League en 2017.
Il est par ailleurs le fils de Fábio Gouveia, pionnier du surf professionnel au Brésil.

## Palmarès et résultats

### Saison par saison
- 2015 :
  - 2e du Shoe City Pro à Huntington Beach (États-Unis)

- 2016
  - 1er du Azores Airlines Pro à São Miguel (Açores)
  - 4e du Pantín Classic Galicia Pro à Pantín (Espagne)

### Classements
| Année             | 2011 | 2012 | 2013 | 2014 | 2015 | 2016 | 2017 |
| ----------------- | ---- | ---- | ---- | ---- | ---- | ---- | ---- |
| Championship Tour |      |      |      |      |      |      | 23e  |
| Qualifying Series | 194e | 143e | 122e | 81e  | 93e  | 9e   | -    |